# يكن حسين
يكن حسين زكي (12 سبتمبر 1934 – 22 ديسمبر 2012) مدرب كرة قدم مصري ولاعب كرة قدم سابق لعب كلاعب خط وسط دفاعي. قضى معظم مسيرته الاحترافية مع نادي الزمالك. ولعب أيضًا لصالح منتخب مصر لكرة القدم. وكان جزءًا من الفريق الذي فاز بكأس الأمم الأفريقية 1959. ولعب حسين لبلاده في دورة الألعاب الأولمبية الصيفية 1960 و1964. وكان جزءًا من الفريق الذي فاز بالميدالية الذهبية لدورة الألعاب العربية عامي 1953 و1965. بعد اعتزاله كرة القدم، عمل كمدرب. واُنتخب عضوًا في مجلس إدارة نادي الزمالك في أواخر الثمانينات.

## الميلاد والنشأة
وُلِد يكن حسين زكي في 12 سبتمبر 1934 في شارع خيرت بحي السيدة زينب بالقاهرة لأسرة ميسورة الحال، وكان له تسعة إخوة وأخوات، ولعب كرة القدم في شوارع أسوان عندما انتقل والده للعمل في صعيد مصر، ولم يمض وقت طويل حتى انتقلت الأسرة مرة أخرى إلى السيدة زينب بعد فترة وجيزة في مدينة الزقازيق بالشرقية، وكانت بدايته الفعلية في المدرسة الثانوية التجارية مع فريق المدرسة الثانوية، ثم لعب لفريق نادي شباب النوبة بحي عابدين.

## الحياة المهنية

### مسيرته الكروية
في عام 1951، تم اختياره من قبل مدرب النادي الأهلي، وقضى عامين مع الفريق. في عام 1953، انتقل إلى نادي الزمالك، حيث قضى حياته المهنية بالكامل حتي اعتزاله. خلال فترة وجوده مع الزمالك، فاز بالدوري المصري الممتاز ثلاث مرات في (1959-60، 1963-64، و1964-65). كما فاز مع الزمالك ببطولة كأس مصر ست مرات في (1955، 1957، 1958، 1959، 1960، و1962).

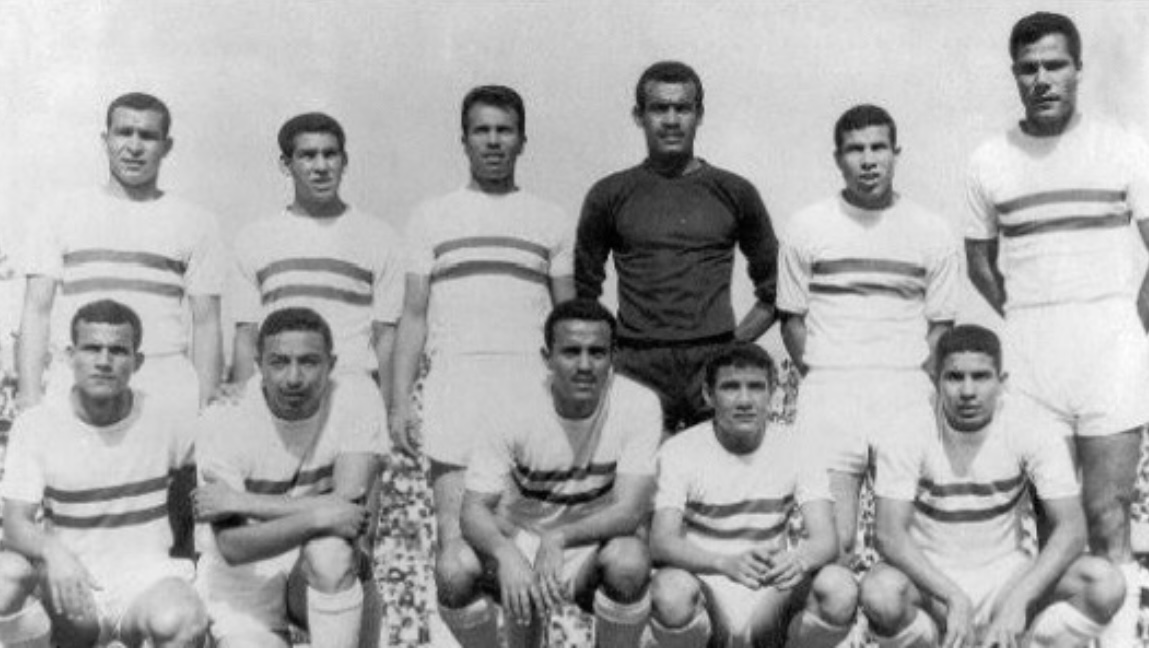
حسين (الثالث من اليسار) مع الزمالك عام 1964

أُطلق علي يكن حسين لقب "ملك التغطية"، لقدرته الدفاعية، وكان أول ظهير يمتلك عناصر كرة القدم الحديثة، بما في ذلك السرعة القصوى لتكثيف الهجوم، والارتدادات الفورية لتقوية الدفاعات، وإتقان التمريرات العرضية الدقيقة لزملائه، والتسديد القوي بكلتا القدمين والرأس لاستغلال الفرص شبه المستبعدة وتحويلها إلى أهداف. تم تكريمه بوسام الرياضة من الدرجة الأولى مرتين، مرة من الرئيس جمال عبد الناصر عام 1966، والثانية من الرئيس أنور السادات في يوم اعتزاله. اعتزل كرة القدم عام 1972.

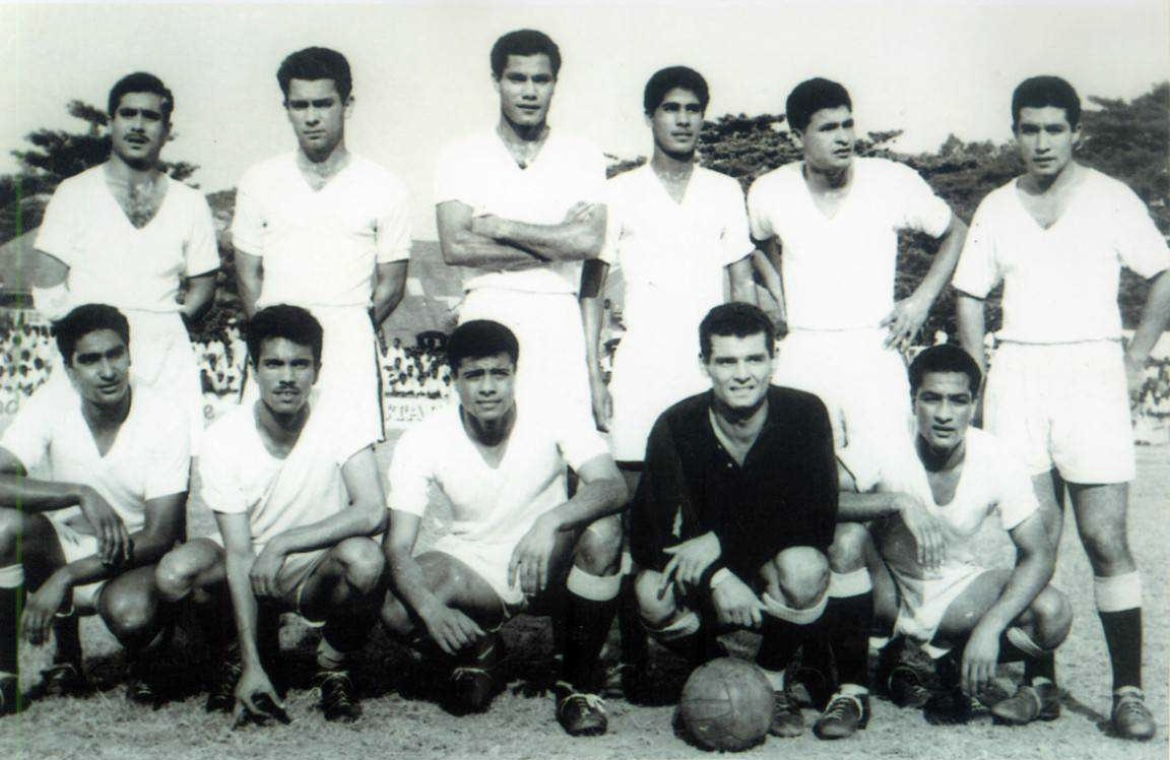
حسين (الصف الأمامي، الثاني من اليسار) مع الفريق القومي المصري عام 1959

كان أيضًا لاعباً في منتخب مصر لكرة القدم بين عامي 1953 و1970 ولعب 82 مباراة دولية سجل فيها 10 أهداف. لعب لبلاده في دورة الألعاب العربية عام 1953 في الإسكندرية حيث فازت مصر بالميدالية الذهبية. كان أيضًا جزءًا من الفريق الذي فاز بالميدالية الذهبية في دورة ألعاب البحر الأبيض المتوسط عام 1955 في برشلونة. كانت أبرز ظهور له مع بلاده في دورة الألعاب الأولمبية الصيفية عام 1960 في روما، ودورة الألعاب الأولمبية الصيفية عام 1964 في طوكيو، حيث احتلت مصر المركز الرابع. كان أيضًا جزءًا من الفريق الذي فاز بالميدالية الذهبية في دورة الألعاب العربية عام 1965 في القاهرة. كما كان يكن حسين جزءا من الفريق الذي فاز بكأس الأمم الأفريقية عام 1959 في السودان.

### في السينما
بالإضافة إلى نجوميته في الملعب، فقد شارك أيضا في السينما المصرية وشارك من خلال فيلم فيلم الحسناء والطلبة عام 1963، بطولة شكري سرحان، شويكار، حسن يوسف، سمير صبري.

### بعد الاعتزال
بعد اعتزاله كرة القدم، درب أندية كرة القدم في منطقة الخليج لعدة سنوات، قبل أن يعود إلى القاهرة في عام 1983. ومن عام 1988 حتى عام 1992، انتخب عضوًا في مجلس إدارة الزمالك. ولعب ابنه هشام يكن وابن أخته أيمن يونس لصالح نادي الزمالك والفريق القومي المصري لكرة القدم.

## الوفاة
توفي يكن حسين زكي في القاهرة يوم 22 ديسمبر 2012 عن عمر يناهز 78 عامًا بعد صراع طويل مع المرض.

## الإنجازات
نادي الزمالك
- الدوري المصري الممتاز: 1959–60، 1963–64، 1964–65
- كأس مصر: 1954–55، 1956–57، 1957–58، 1958–59، 1959–60، 1961–62

منتخب مصر
- دورة الألعاب العربية: 1953، 1965
- كأس الأمم الأفريقية: 1959
- ألعاب البحر الأبيض المتوسط: 1955

## وصلات خارجية
- يكن حسين في موقع كرة القدم العالمية.نت